# Mandouri
Mandouri – miasto w Togo, w regionie Savanes.